# Бочаровка (Белгородская область)
Бочаровка — село в Старооскольском районе Белгородской области. Входит в состав Лапыгинской сельской территории. Расположено в 15 км к северо-востоку от города Старый Оскол. Располагается по правому склону Сухого оврага, протянувшегося на 5 километров с северо-запада на юго-восток. Бочаровка находится на правом берегу реки Убля.

## История
Бочаровка — однодворческое поселение, созданное в XVII веке на месте поместья Семёна Ивановича Бочарова, где новые переселенцы и основали деревню Бочарово.
Деревня Бочаровка вошла к концу XVII века в Ублинский (Ровенский) стан Старооскольского уезда, а в 1720 году в связи с образованием губерний и делением их на провинции они вошли, как и Старооскольский уезд, в Белгородскую провинцию.
В 1796 году Указом от 29 августа образуется Курская губерния, в которую вошёл и Старооскольский уезд, разделённый в конце XVIII века на три части. Бочаровка вошла в третью часть.
В Списках населённых мест Курской губернии по сведениям 1862 года Бочаровка значится казённой деревней при реке Убле с собственной мельницей, в которой насчитывалось 22 двора и проживало 194 человека.
По данным на 1899 год деревня насчитывала 46 дворов, 360 жителей, часовню, 2 хлебозапасных магазина и водяную мельницу на реке Убля.
В 1896 году в Бочаровке была открыта земская школа.
В июле 1942 года Бочаровка была оккупирована немцами, а в феврале 1943 года освобождена советскими войсками.
В 1967 году село было электрифицировано. В начале 1970-х годов был построен клуб. 5 мая 1989 года на здании клуба установили мемориальную доску в память о Героях Советского Союза Владимире Ивановиче Быкове и Долгих Петре Николаевиче.
В настоящее время непосредственно вблизи Бочаровки находится Старооскольский зоопарк; осуществляется регулярное транспортное сообщение с городом.

## Население
| 2002 | 2010 |
| ---- | ---- |
| 80   | ↘56  |

## Известные уроженцы
- Быков Владимир Иванович — майор Рабоче-крестьянской Красной Армии, участник Великой Отечественной войны, Герой Советского Союза (1945).
- Долгих Пётр Николаевич — красноармеец Рабоче-крестьянской Красной Армии, участник Великой Отечественной войны, Герой Советского Союза (1943).